# Дудино (Архангельская область)
Дудино — деревня в Устьянском районе Архангельской области.

## География
Находится в южной части Архангельской области на расстоянии приблизительно 37 км на северо-восток по прямой от административного центра района поселка Октябрьский на правом берегу реки Устья.

## История
В 1859 году здесь (деревня Вельского уезда Вологодской губернии) было учтено 32 двора. До 2022 года входила в Березницкое сельское поселение до его упразднения.

## Население
Численность населения: 199 человек (1859 год), 86 (русские 100 %) в 2002 году, 68 в 2010.